# WPolsce24

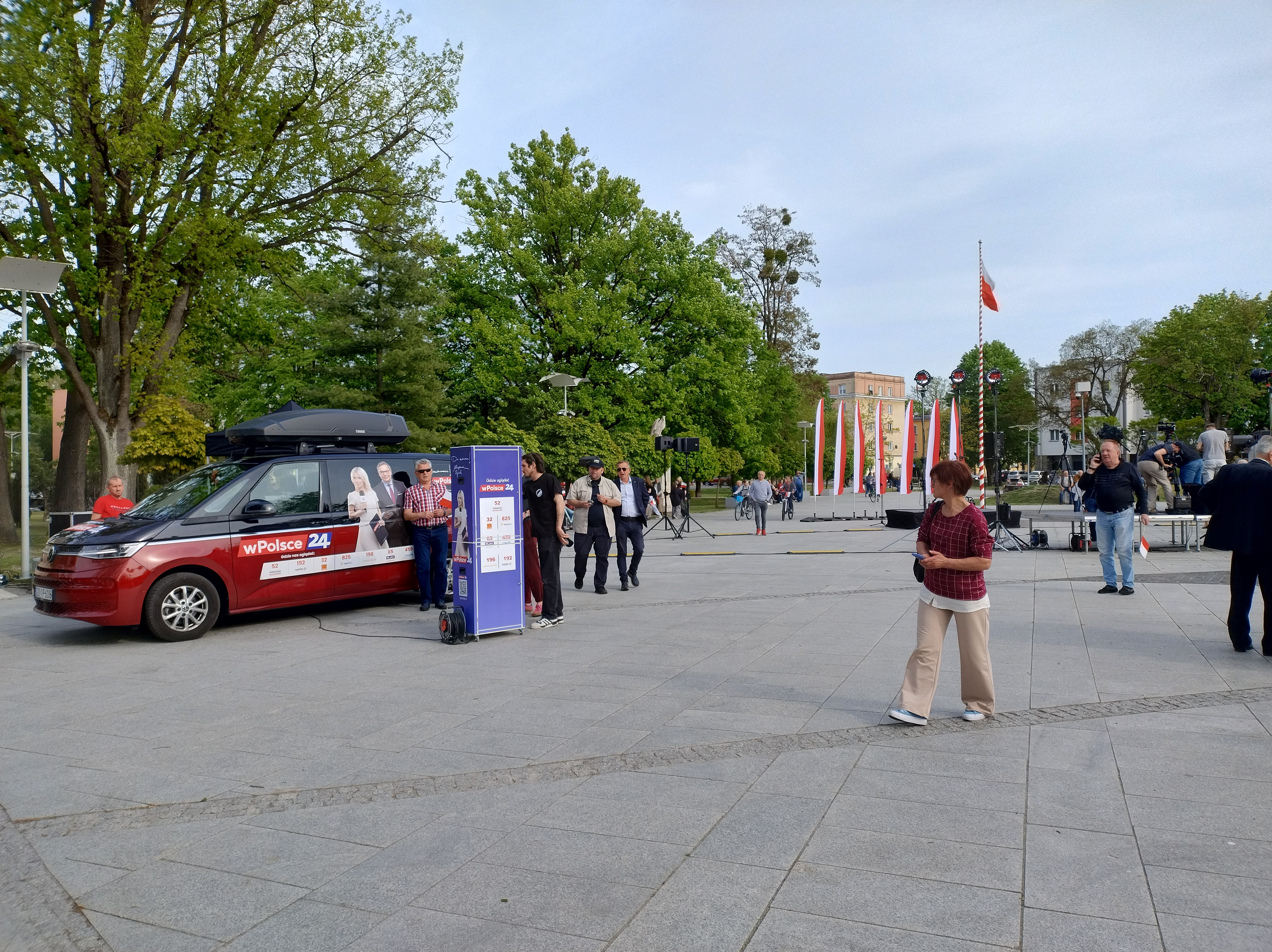
Wóz transmisyjny wPolsce24 podczas wiecu Karola Nawrockiego w Nowej Dębie (2025)

Telewizja wPolsce24 – polska stacja telewizyjna o charakterze informacyjno-publicystycznym, która rozpoczęła nadawanie 19 czerwca 2017 roku pod nazwą wPolsce.pl obowiązującą do 2 września 2024 roku. Kanał należy do Fratrii. Redaktorem naczelnym stacji w latach 2017–2024 była Agata Rowińska, a od 2024 roku jest Jacek Karnowski.

## Historia
Telewizja wPolsce.pl od 22 grudnia 2017 roku jest dostępna w Polsat Box. Z czasem kanał dołączył do takich operatorów jak Play, Netia, Vectra, T-Mobile Magenta TV i w wybranych sieciach kablowych. Od 1 lutego 2018 stacja emituje reklamy. Telewizja wPolsce.pl prowadzi również transmisję na żywo swojego sygnału telewizyjnego na istniejącym od 5 maja 2017 roku kanale w serwisie YouTube. Od 5 marca 2019 roku stacja telewizyjna jest dostępna w jakości 4K. W 2023 roku udział stacji w rynku wynosił 0,03% w grupie 4+. 21 czerwca 2024 roku Krajowa Rada Radiofonii i Telewizji (KRRiT) przyznała koncesję telewizji wPolsce.pl oraz Telewizji Republika na nadawanie w naziemnej telewizji cyfrowej na multipleksie 8. 26 lipca 2024 roku rozpoczęto na nim emisję testową. 23 sierpnia 2024 roku stacja poinformowała na swoich oficjalnych profilach w mediach społecznościowych o rozpoczęciu nadawania naziemnego, co nastąpiło zgodnie z zapowiedziami z dniem 2 września tego samego roku. Stacja telewizyjna w tym samym dniu zgodnie z wymogami koncesji naziemnej zmieniła nazwę z wPolsce.pl na wPolsce24. We wrześniu 2024 roku jednocześnie na wniosek nadawcy zgodę na zmianę nazwy stacji telewizyjnej dla dotychczasowej koncesji satelitarnej i kablowej wydała Krajowa Rada Radiofonii i Telewizji (KRRiT). W momencie zmiany nazwy stacji zmieniony został również adres internetowy na wPolsce24.tv, a dotychczasowy adres internetowy wPolsce.pl przekierowuje na obowiązujący po zmianie nazwy stacji adres internetowy. W październiku 2024 roku strona internetowa stacji telewizyjnej przekształciła się w portal internetowy. 9 kwietnia 2025 roku Wojewódzki Sąd Administracyjny (WSA) uchylił decyzję Krajowej Rady Radiofonii i Telewizji (KRRiT) o przyznaniu koncesji na nadawanie na ósmym multipleksie naziemnej telewizji cyfrowej. Wyrok Wojewódzkiego Sądu Administracyjnego (WSA) był efektem wniesionego w dniu 7 lipca 2024 roku odwołania od decyzji koncesyjnej Krajowej Rady Radiofonii i Telewizji (KRRiT) przez grupę medialną MWE Networks i należącej do niej spółkę Polskie Wolne Media P.S.A., której oferta została odrzucona w sprawie tej samej koncesji.

## Ramówka

### wPolsce24

#### Obecnie
- Budzimy się wPolsce24[23]
- Wiadomości poranne[24]
- Agro flesz[25]
- Serwis informacyjny[26]
- Poranna rozmowa[25]
- Flesz gospodarka
- Płużański kontra[19]
- Stanisławski kontra[27]
- Dzień wPolsce24
- Raport[25]
- Tu jest Polska[28]
- Polityczna Torebka Jakubowskiej
- Tele-Ekspres
- Bez cenzury[29]
- Bez spiny[26]
- Wiadomości[26][30][31]
- Sport[15]
- Pogoda[15]
- Polska wybiera[32]
- Barwy kampanii
- Polityka na deser[26]
- Kryminalny wieczór wPolsce24
- Nocny blok dokumentalny[33]
- Teoria spiskowa?[34]
- Salon dziennikarski[3]
- Ostra szpila[35]
- Karty na stół[36]
- Salon polityczny Magdaleny Ogórek[37]
- Cogito[38]
- Młodzież pyta[39]
- Strefa starcia Michała Adamczyka[19]

#### Dawniej
- Debata po Wiadomościach[40][25]
- Ekspres polityczny[41]
- Ekspres Świat[42][43][32]
- Fakty i kłamstwa[44]
- Flesz[26]
- Gość Wiadomości[15]
- Kontra[25][44]
- Magazyn wPolsce24[26][25]
- Minęła 20.15[44]
- Msza święta z Jasnej Góry[3]
- Poranek wPolsce24[14][45][41][23]
- Prawica wybiera[46][32]
- Rozmowa Polityczna[37][25]
- Sparing[25]
- Tak lub nie

### wPolsce.pl
- Bez spiny[26]
- Polska z pasją[47]
- Polityka na deser[48]
- Salon dziennikarski[49]
- Mam do was pytanie Panowie?[50]
- Co w Sporcie?[51]
- Przegląd tygodnia braci Karnowskich[52]
- Bardzo ważna sprawa[53]
- Gorące pytania[54]
- W centrum wydarzeń[55]
- Dookoła Świata[56]
- Kolegium Redakcyjne[57]
- Wywiad gospodarczy[58]
- Trucizny z Kremla[59]
- Wieczór bez cenzury[60]
- Wierzę w Boga[61]
- Z torebki Jakubowskiej[62]

## Logo
| Okres wykorzystywania             | Opis | Logotyp |
| --------------------------------- | --- | ------- |
| 19 czerwca 2017 – 1 września 2024 | Kolejno od lewej strony: czerwony trapez prostokątny z białą literą W, biały trapez prostokątny z czerwonym napisem POLSCE oraz czerwony równoległobok z białym napisem PL. |         |
| od 2 września 2024                | Dwa równoległoboki. Po lewej dłuższy, czerwony z białym napisem wPolsce, a obok niego po prawej krótszy, niebieski z białą liczbą 24.                                       |         |